# Zouk (serie animata)
Zouk è una serie animata francese creata da Bayard Animation e Normaal Animation e basata sulla serie omonima di strisce a fumetti, creata da Nicolas Hubesch e Serge Bloch, e pubblicata dal 2005 all’interno della rivista francese per ragazzi Les Belles Histoire (Bayard Press).
La serie viene trasmessa in Francia dal 23 ottobre 2021 su Canal+ Kids. La serie è arrivata in Italia su Cartoonito dal 25 ottobre 2021, con la sigla cantata da Valeria Damiani.

## Trama
Zouk è una strega di otto anni, dai capelli verdi, figlia di due stregoni. Frequenta la Scuola di Magia e vorrebbe aiutare gli altri con la sua magia. Ma ogni volta che si affida ad essa, crea situazioni contrastanti con le buone intenzioni della streghetta. Alla fine, dopo due tentativi disastrosi, riesce a risolvere i danni causati grazie alla giusta rima e all'aiuto dei suoi amici Jojo, Zucca e il gatto Amleto.

## Episodi
| Stagione       | Episodi | Prima TV originale | Prima TV Italia |
| -------------- | ------- | ------------------ | --------------- |
| Prima stagione | 52      | 2021               | 2021-2022       |

## Personaggi e doppiatori
| Personaggi            | Doppiatore francese | Doppiatore italiano |
| --------------------- | ------------------- | ------------------- |
| Zouk                  | Anna Mayoux         | Sabrina Bonfitto    |
| Jojo (Nono)           | Elena Plonka        | Annalisa Longo      |
| Zucca (Potiron)       | Patrice Dozier      | Matteo Brusamonti   |
| Amleto (Noyau)        | Jérôme Pauwels      | Matteo De Mojana    |
| Mamma (Salsepareille) | Jeanne Chartier     | Tania De Domenico   |
| Papà (Salulega)       | Jérémy Prevost      | Claudio Moneta      |